# Lőw Tóbiás
Lőw Tóbiás (Nagykanizsa, 1844. június 5. – Budapest, 1880. június 7.) magyar jogász, szakíró, újságíró. Testvérei Loew N. Vilmos amerikai ügyvéd, újságíró, Lőw Sámuel főorvos, balneológus és féltestvére Lőw Immánuel főrabbi. Lőw Tibor ítélőtáblai tanácselnök, jogi író apja.

## Élete
Lőw Lipót szegedi főrabbi és Schwab Leontin fia. Jogi tanulmányok után 1867-től az igazságügyi minisztérium törvényelőkészítő osztályán dolgozott. 1871-ben előadott az első magyar jogászgyűlésen a polgári házasságra vonatkozó kérdésben. 1872 és 1880 között királyi főügyész-helyettes volt. Mint jogi író elsősorban büntetőjoggal foglalkozott, fiatalabb korában politikai újságíróként is működött. A Magyar Igazságügy című jogtudományi szaklap egyik alapítója és haláláig szerkesztője. Munkatársa volt a Pesti Naplónak, Reformnak, Szegedi Híradónak, a Magyar Nyelvőrnek, Pester Lloydnak. Több jelentős mű fordítója. Ferdinand Mackeldey római jogi tankönyvét, Robert Mohl Az államtudományok enciklopédiáját magyar fordította. Fő műve a büntetőtörvénykönyv (1878. évi V. tv.) anyaggyűjteményének sajtó alá rendezése.
Sírja a Salgótarjáni úti zsidó temetőben található.

## Magánélete
Házastársa Hürsch Emma volt, akivel 1873. február 23-án Budapesten kötött házasságot.
Gyermekei
- Lőw Tibor (1873–1941) törvényszéki bíró, táblabíró. Felesége Nathan Elza volt.[4]
- Lőw Andor (1875–1924)[5] főkönyvelő. Felesége Tarnai Anna volt.
- Lőw Lóránt (1879–1944)[6] ügyvéd, a holokauszt áldozata. Felesége Gálosi Ilona volt.

## Főbb művei
- Az államtudományok encyclopaediája. Robert Mohl után fordította. Budapest, 1866. (2. kiadás. Budapest, 1871)
- Récsi Emil: Magyarország közjoga. 2. kiadás, bővítve Lőw Tóbiás által. Pest, 1869. (3. kiadás, átdolgozott, Budapest, 1871)
- A polgári házasság (Budapest, 1871)
- A magyar büntetőtörvénykönyv a bűntettekről és vétségekről és teljes anyaggyűjteménye (I – II., Budapest, 1880)

## Cikkei
Jogtudományi Közlöny
- Az angol grófsági fogházak reformja (1866)
- Büntető jogesetek (1866)
- A halálbüntetésről (1867)

Budapesti Szemle
- Könyvismertetés (1868)

Magyar Igazságügy
- I. Rossz pénzügyek, jó igazságszolgáltatás, Igazságügyi törvényjavaslatok az országgyűlés előtt, A hivatalnoki hatalom jogszerűségéről (1874)
- II. A magyar büntetőtörvény javaslatának előterjesztése (1874)
- III. Igazságügyünk 1874-ben (1875)
- V. A bírósági szervezet kérdéseiről
- VI. mellék-büntetés és jogkövetkezmény
- X. Büntetőjogi reformunk és a sajtókérdés
- XI. Igazságszolgáltatásunkról, Mikor kezdődik az országgyűlési képviselő mentelmi joga
- XIII. A büntetőeljárás reformjáról, A horvát büntetőtörvénykönyv-javaslatról és könyvismertetés